# 거창군 (1988년 선거구)
거창군은 대한민국의 옛 국회의원 선거구이다. 당시 경상남도 거창군 지역을 관할했다.

## 역사
제13대 국회의원 선거를 앞두고 산청군·함양군·거창군 선거구에서 분리되면서 신설되었다.
제15대 국회의원 선거를 앞두고 합천군 선거구와 통합되면서 거창군·합천군 선거구를 이루게 됨에 따라 폐지되었다.

## 역대 국회의원
| 선거   | 정당 | 정당       | 의원   |
| ------ | ---- | ---------- | ------ |
| 1988년 |      | 통일민주당 | 김동영 |
| 1992년 |      | 무소속     | 이강두 |

## 역대 선거 결과

### 대한민국 제13대 국회의원 선거
|  | 59.82% |

|  | 40.17% |

### 대한민국 제14대 국회의원 선거
|  | 49.86% |

|  | 30.18% |

|  | 10.38% |

|  | 6.59% |

|  | 1.94% |

|  | 1.01% |